# 鄧普頓 (加利福尼亞州)
鄧普頓（英語：Templeton）是位於美國加利福尼亞州聖路易斯-奧比斯保縣的一個人口普查指定地區。

## 地理
鄧普頓的座標為35°33′14″N 120°42′34″W / 35.55389°N 120.70944°W，而該地最高點為海拔高度246米（即807英尺）。

## 人口
根據2010年美國人口普查的數據，鄧普頓的面積為20.115平方千米，當中陸地面積為19.988平方千米，而水域面積為0.127平方千米。當地共有人口7674人，而人口密度為每平方千米381人。